# Paraliparis leucogaster
Paraliparis leucogaster és una espècie de peix pertanyent a la família dels lipàrids.

## Descripció
- La femella fa 9,5 cm de llargària màxima.[5]

## Hàbitat
És un peix marí i batidemersal que viu entre 210 i 500 m de fondària.

## Distribució geogràfica
Es troba al Pacífic sud-oriental (Xile) i l'Antàrtida (l'estret de Bransfield).

## Observacions
És inofensiu per als humans.